# Sauce
Pour l’article ayant un titre homophone, voir Sausse.
Pour les articles homonymes, voir Sauce (homonymie).
 (septembre 2011).
 (septembre 2011).

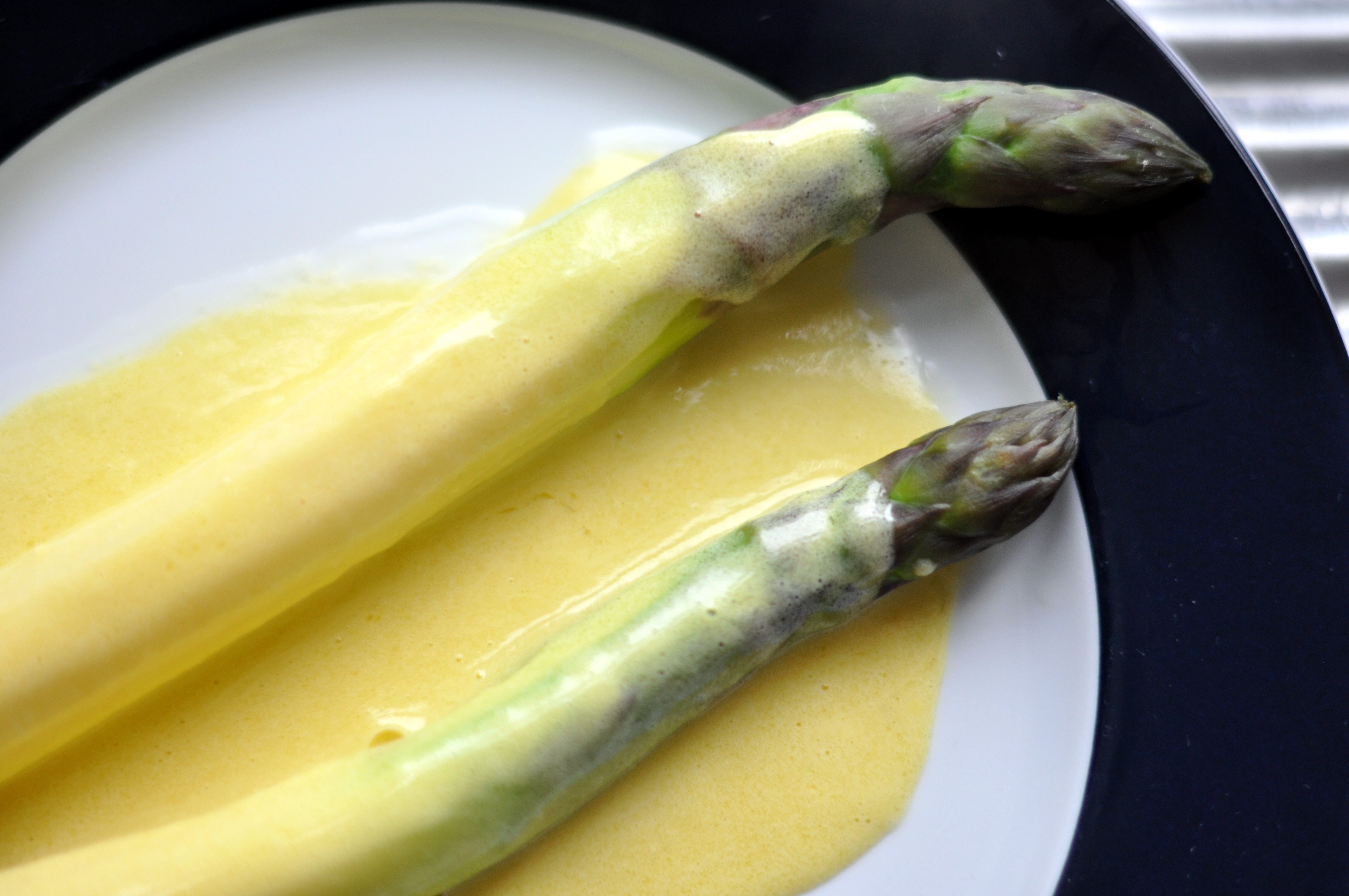
Sauce hollandaise accompagnant des asperges.

Une sauce est une préparation culinaire, froide, tiède ou chaude, destinée à être servie avec un mets salé ou sucré,. Composée d’un simple jus ou d'un apprêt très élaboré, la sauce peut servir d’accompagnement, comme la mayonnaise, la béarnaise ou le coulis de fruits, mais aussi d’élément de cuisson, comme pour une daube ou un ragoût. Elle peut être servie dans une pièce de vaisselle spécifique : la saucière.
D’une grande diversité, les sauces sont d’une consistance plus ou moins liquide que l’on peut détendre ou épaissir ; elles sont faites à partir de mélange à froid comme la vinaigrette, tiède comme l’émulsion au beurre d'une béarnaise, ou à chaud comme les déglaçages au vin, ou toutes sortes de fonds. Chacune d’elles peut être déclinée et agrémentée d’herbes, aromates, épices, colorants, alcools, mais aussi tomates, jus de fruits, de fromage ou autre foie gras. De la qualité de chaque ingrédient qui les composent, des proportions et de l’équilibre idéal de leur préparation, les sauces mettent en valeur les mets qu’elles harmonisent dans les cuisines les plus simples jusqu'aux plats de la plus grande gastronomie.

## Histoire

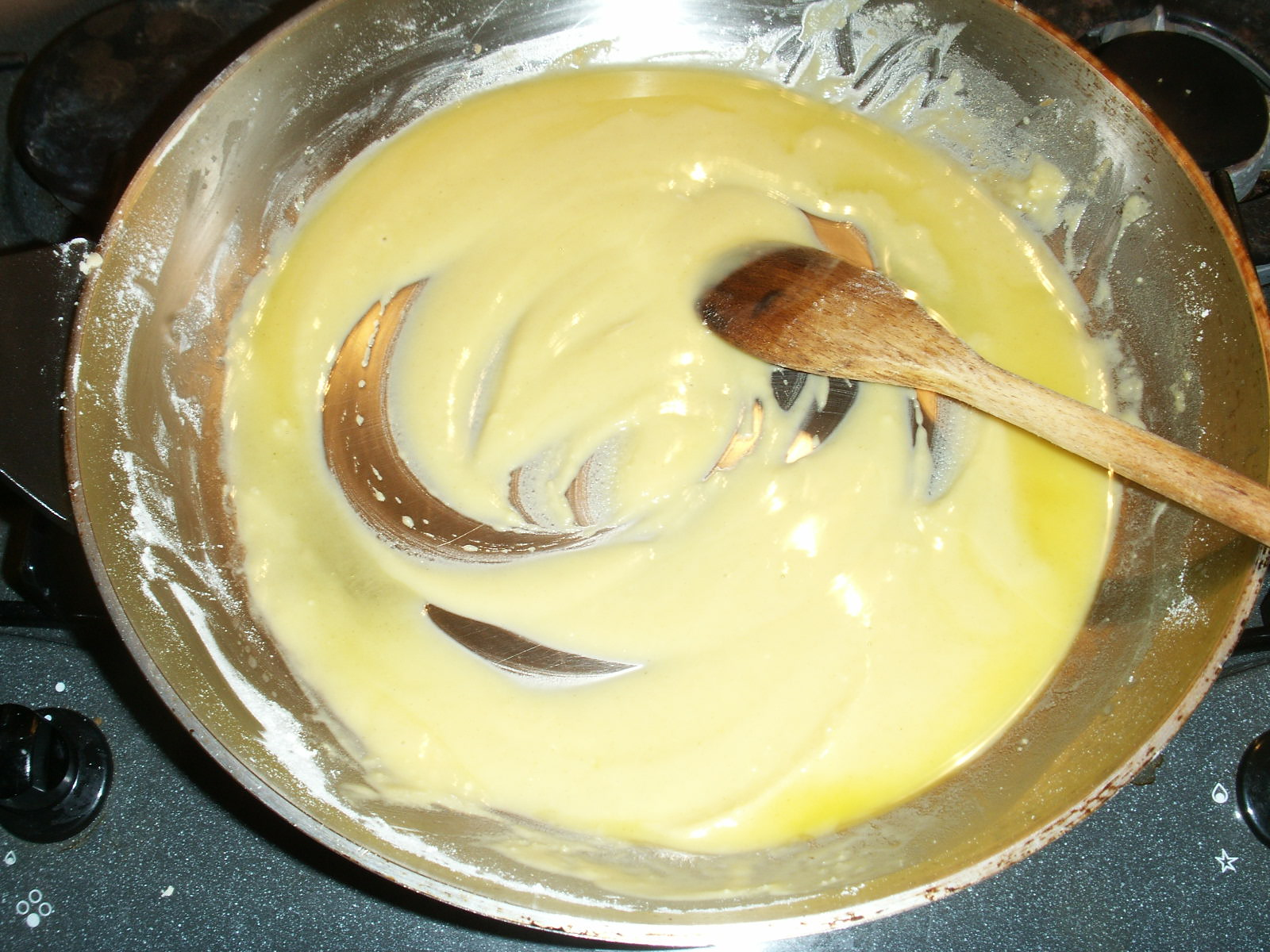
En France, le roux est à la base de nombreuses sauces.

De l'Antiquité au Moyen Âge, la difficile conservation des viandes et des poissons donnent naissance aux sauces, soit pour en allonger la conservation, soit en améliorer le goût. Dans le Viandier attribué à Guillaume Tirel à la fin de la période médiévale, les sauces sont décrites comme épicées, composées de vinaigre, pain (tradition qui survit dans la sauce au pain britannique), miel, huile, groseille à maquereau, verjus, jus d’agrumes, mêlés à des condiments comme la ciboule, les câpres, le raifort, le thym, la sauge, l'origan ou la coriandre, sans oublier les épices orientales rapportées des grands voyages.
Avec le XVIIe siècle apparaissent de nouvelles techniques : les jus et les coulis n’accompagnent plus seulement les mets, mais s’intègrent à leur cuisson, comme pour la préparation des ragoûts (« raviver le goût »). Les liaisons sont obtenues avec de la farine et une matière grasse (les roux), du pain ou des jaunes d'œufs, mais aussi par réduction des bouillons de cuisson. Ces jus et ces coulis, base des fonds actuels, contiennent beaucoup d'éléments aromatiques. À cette époque, de grandes sauces, comme la mayonnaise, la Soubise ou la béchamel, sont inventées.
Talleyrand a résumé l’importance des sauces dans la cuisine française avec ce commentaire à son retour des États-Unis d'Amérique : « J’y ai trouvé un pays avec trente-deux religions mais une seule sauce. »

Selon Alexandre Dumas, dans Le Grand Dictionnaire de cuisine : 

« Le roux est d'un grand usage dans les cuisines pour faire cuire les viandes à l'étuvée, à la braise, etc. ; cela augmente leur sapidité et retient à l'intérieur une partie des sucs qui autrement se délayeraient dans les mouillements.
Le roux est tout simplement de la farine que l'on fait frire dans le beurre ou dans la graisse en remuant toujours afin qu'elle ne se forme pas en grumeaux.
On s'en sert aussi pour colorer et lier les sauces. »

Au XIXe siècle, Carême a procédé à une classification des sauces en quatre groupes de base : la sauce allemande, la sauce béchamel, la sauce espagnole et le velouté.
Au début du XXe siècle, Escoffier a porté ceux-ci à cinq en mettant cette classification à jour, remplaçant la sauce allemande par les émulsions (hollandaise et mayonnaise) et en y ajoutant la tomate.
Selon Escoffier, il existe cinq sauces fondamentales, qui sont des sauces « mères » qui servent de base à toutes les petites sauces composées :
- la sauce béchamel, ou reine des sauces ; à base de lait épaissi par un roux blanc ;
- la sauce espagnole ou sauce brune ; obtenue par réduction d'un jus brun lié par un roux brun ;
- la sauce velouté, où le jus est un fond blanc lié par un roux aussi blanc que possible ;
- la sauce rouge « tomate » ; généralement à base de tomate, de carottes, d'oignons, d'ail, de beurre et de farine, ainsi que de la poitrine de porc et du bouillon de veau ;
- la sauce mayonnaise ; mélange d'huile, de jaune d'œuf et d'un acide, soit du vinaigre, soit du jus de citron.

À la suite d'une traduction anglaise du livre de référence d'Escoffier, Le Guide Culinaire par William Heinemann en 1907 intitulée A Guide to Modern Cookery by Escoffier, la sauce hollandaise remplace la mayonnaise dans la liste des sauces mères et est depuis considérée comme telle à l'inverse de l'intention initiale d'Escoffier.

### Vers leXXesiècle
Avec l'évolution de la production, de la commercialisation et de la consommation des aliments, les modes de préparation des sauces ont changé. Ceux du début du XXIe siècle ont été peu à peu mis en place au cours du siècle précédent et du développement de la société de consommation.
Les sauces salées, à base de beurre et de farine, sont préparées à base d'un roux. Le roux est dilué dans de l'eau salée, un fond de sauce ou du lait salé. Ces préparations élémentaires sont complétées de crème fraîche, d'œuf battu en omelette ou de fromage râpé.

### Sauces célèbres
Beaucoup de sauces françaises célèbres ont une base commune : ainsi la sauce béchamel est un roux dilué dans du lait. La sauce veloutée est une sauce béchamel avec un mélange de crème fraîche et d'œuf battu en omelette. La sauce Mornay est une sauce béchamel avec du gruyère râpé.

## Différents types

### Aigres doux
L'aigre doux est un mélange d'une saveur aigre et d'une saveur sucrée. C'est très souvent une sauce basée sur une réduction d'un mélange de fruits et/ou légumes, auquel on ajoute du sucre et du vinaigre en fin de cuisson. Il arrive très souvent que l'on ajoute du piment et/ou que l'on épaississe la sauce à l'aide d'une farine (de maïs, blé ou pomme de terre). Le ketchup, les sauces à l'orange (mélange d'orange pressée, écorce d'orange, vinaigre, sucre) sont des exemples d'aigre doux. Les sauces tomate dans lesquelles on ajoute des vieux vins éventés et du sucre sont aussi des aigres doux.

### Caramels salés
La sauce d'huître et le caramel ou crème balsamique.

### Sauces au mortier: pesto, chutneys et cuisine africaine
Le pesto est un mélange de basilic, pignon de pin, ail et de fromage pilé. En cuisine indienne, les chutneys sont des sauces épicées, dont la consistance est épaisse jusqu'à pâteuse, initialement réalisées à l'aide d'un pilon et d'un mortier. Les chutneys sont classés en deux catégories, ceux dont la saveur est forte et piquante, préparés à l'aide de piments et ceux dont la saveur est douce, basée sur des mélanges de menthe, coriandre et yaourt, par exemple. D'autres sauces sont réalisées à l'aide d'un pilon et d'un mortier, en particulier dans la cuisine africaine, comme la sauce gombo.

### Coulis
Les coulis sont obtenus après avoir filtré dans un tamis un aliment écrasé ; ils peuvent être des sauces en eux-mêmes, ou participer à l'élaboration d'une sauce : coulis de tomate, de framboise, de poivron… 

### Émulsions
Les émulsions les plus connues sont la mayonnaise, la vinaigrette et quelques sauces dérivées. Contrairement à ce qui a été enseigné, les sauces hollandaise, béarnaise et les sauces qui en dérivent, ne sont pas de simples émulsions, mais des « suspensions », car la liaison est assurée principalement par la cuisson de l'œuf, les protéines de ce dernier formant des agrégats microscopiques.
En 2005, une émulsion chaude, nommée sauce Kientzheim, a été introduite : elle s'obtient par émulsification de beurre noisette dans un mélange de jaune d'œuf et de jus de citron, à une température inférieure à la température de coagulation des protéines du jaune d'œuf (61 °C).

### Fermentations
Les fermentations sont des techniques permettant d'obtenir des sauces par vieillissement d'un aliment.
On trouve en particulier les alcools et vinaigres, mais aussi la sauce de soja, réalisée à partir de fermentation de céréales, le nuoc-mâm, à partir d'une fermentation de poissons décomposés.

### Déglaçages, réductions, fonds (bouillons)
La technique du déglaçage consiste à réaliser une sauce à partir des graisses et des sucres collés sur les parois d'une casserole ou d'une poêle. Pour cela on ajoute de l'eau ou mieux, de l'alcool. Lors d'une cuisson prolongée, l'ajout d'un liquide peut aussi être utilisé pour extraire les sucres des aliments et les caraméliser.
Les fonds sont des réductions dans de l'eau bouillante toutes les parties des animaux qui ne sont pas directement utilisables, ou de légume que l'on filtre à l'aide d'un chinois (fond de volaille, fond de poisson, glacis). Les demi-glaces sont des fonds de viandes très riches contenant de la moelle.

### Sauces de marinades
Les marinades consistent à faire vieillir une viande ou un poisson dans un mélange de condiments pendant 24 heures avant de cuisiner. L'objectif d'une marinade est d'attendrir une viande ou un poisson et, très souvent, de servir de sauce lorsque le condiment est cuit.
En cuisine française, on utilise facilement l'alcool comme marinade (coq au vin, bœuf bourguignon, joue de porc au cidre, carbonade flamande à la bière) ; l'alcool est utilisé pour précuire la viande. La cuisine créole se base sur des marinades composées de jus de citron, de lait de coco, d'ail et de coriandre par exemple; c'est l'acidité du citron qui précuit le poisson ou la viande… La cuisine indienne, elle, utilise des marinades conçues autour de yaourt et d'épices (poulet tikka…) ; ce sont les sucs du lait et les épices qui digèrent la viande. On peut aussi utiliser du jus d'ananas frais pour digérer une viande.

### Sauces piquantes

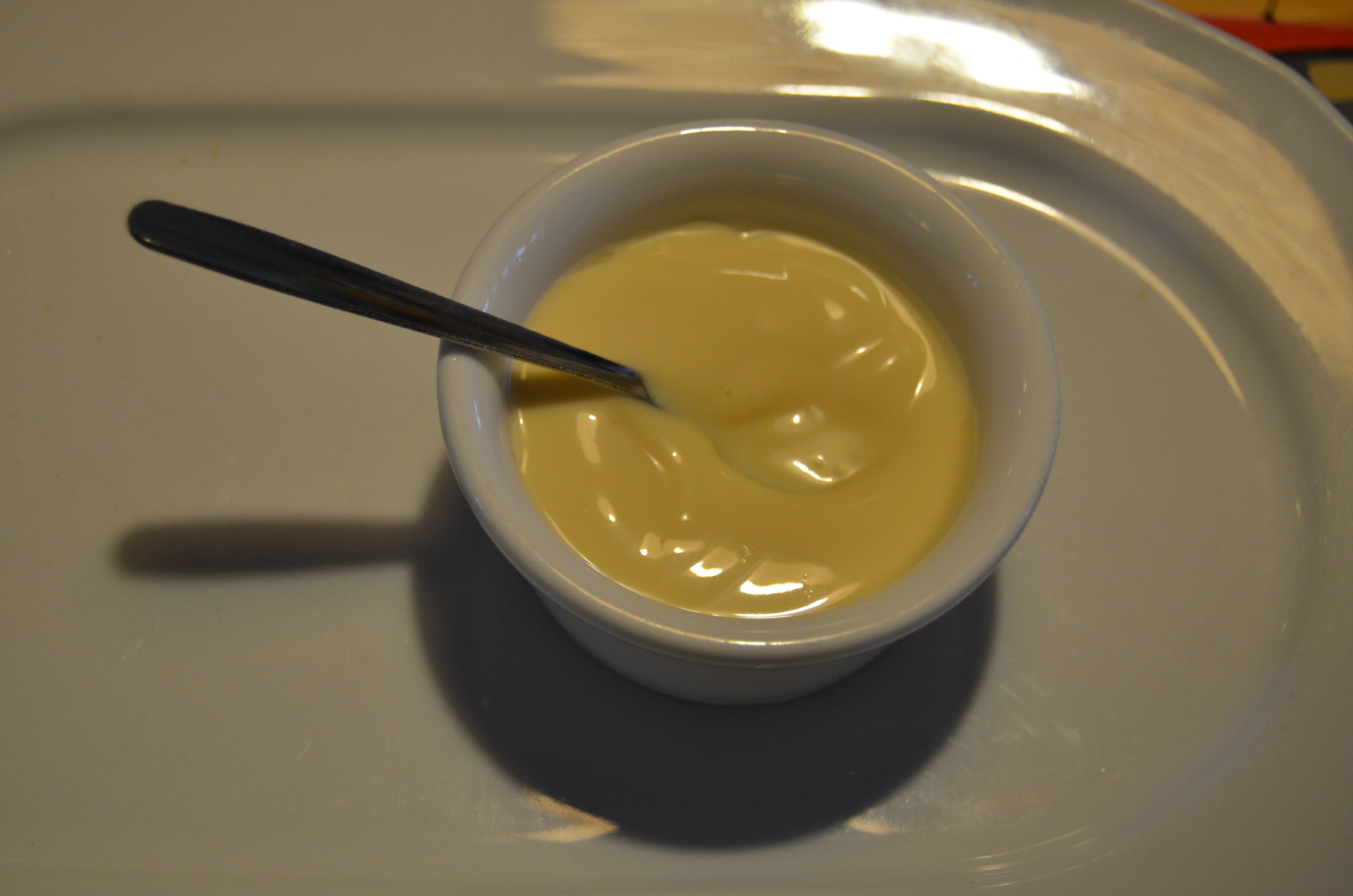
Sauce moutarde.

Les sauces piquantes sont préparées à base de condiments très relevés, qu'ils soient d'origines végétales (moutarde, piments…), animales (nuoc-mâm de poissons fermentés, bouillons concentrés de bœuf, de volaille…) ou minérales (toutes sortes de sels alimentaires aromatiques). Les plus connues dans la cuisine française sont la sauce moutarde, la sauce au poivre, le Tabasco, mais aussi le sriracha, le saupiquet (ou soūpiquét du Massif central méridional) et les sauces au chili, wasabi, harissa, curry, raifort.
La sauce charcutière est une sauce Robert (à la moutarde) avec des cornichons, à la différence de la sauce piquante de l'ancienne cuisine qui ne comprend pas de moutarde.

### Roux
Les roux blanc, brun et blond, sont à l'origine de nombreuses sauces. Ils servent de base de liaison et leur préparation, qui peut sembler négligeable, doit au contraire être faite avec beaucoup de soins et d'attention.
Longtemps snobé par la nouvelle cuisine, le roux blanc a bien sa place dans nombre de recettes, qu'elles soient modernes ou classiques. En gastronomie, le roux brun, dont la cuisson est assez longue, doit être préparé à l'avance. Les roux blonds et blancs s'apprêtent généralement au moment de leurs emplois. Les roux déshydratés du commerce, de qualités très variables, permettent une dispersion rapide d'une poudre ou le délayage d'un cube généralement sans grumeaux.

### Sabayons
Les sabayons sont des préparations tièdes ou froides, salées ou sucrées basées sur des jaunes d'œufs battus en mousse.

## Sauces par pays
- Angleterre : la sauce Worcestershire, le ketchup, la sauce à la menthe, la sauce aux pommes, la sauce au pain.
- Belgique : les sauces chaudes les plus connues sont les sauces lapin et sauce chasseur. Il existe également diverses sauces froides, surtout dans les friteries.
- Canada : la sauce brune accompagne la poutine ; la sauce aux canneberges.
- Chine : les sauces varient grandement avec les régions. Les principales sauces et ingrédients des sauces sont, la sauce de soja claire et foncée, la sauce d'huître, les vinaigres de riz, blanc, noir ou rouge, la sauce d'arachide, la sauce de sésame, sauces épaissies à la farine de riz gluant, sauce de haricot noir salé, sauce d'huile pimentée, le vin de riz ; le porc sauce aigre-douce, de la cuisine cantonaise.
- Corée : la sauce soja, sauce à base de meju (soja fermenté), comme doenjang, ganjang ou gochujang.
- Espagne : les salsas, diverses préparations.
- États-Unis : la sauce barbecue.
- France : Hervé This et al. ont répertorié dans les livres de cuisine française 451 sauces classiques (fond brun, fond blanc, fond de volaille, fond de gibier, fond ou fumet de poisson, fonds de poisson au vin rouge, essence de poisson, essences diverses, glaces de volaille, de gibier, de poisson, de viande, roux brun, blond, roux, sauce espagnole, sauce espagnole maigre, sauce demi-glace, jus de veau lié, velouté ou sauce blanche grasse, velouté de volaille et de poisson, sauce parisienne, sauce suprême, sauce béchamel, sauce aux cerises, sauce charcutière, sauce chasseur…) qui peuvent être catégorisées en 23 types physico-chimiques (selon la nature et le nombre de phases dispersées et dispersantes)[12].
- Inde : les chutneys (en Inde, les currys sont des plats mijotés, comme les tajines).
- Italie : les pâtes, avec la sauce tomate à la napolitaine, le ragù à la bolognaise, le pesto ; pour la viande, la salsa rossa, la salsa verde, la mostarda ; pour les gâteaux, les sabayons.
- Japon : la sauce de soja, teriyaki pour le poulet, kabayaki pour l'anguille, tsuyu pour les nouilles, gomadare à base de sésame, mayonnaise pour l'okonomiyaki.
- Syrie et Liban : tahini.
- Thaïlande : les currys thaïlandais à base de curry rouge, de curry vert (piment, lait de coco, coriandre, ail), de curry jaune (ces sauces peuvent être à la fois des soupes et des sauces).

## Galerie

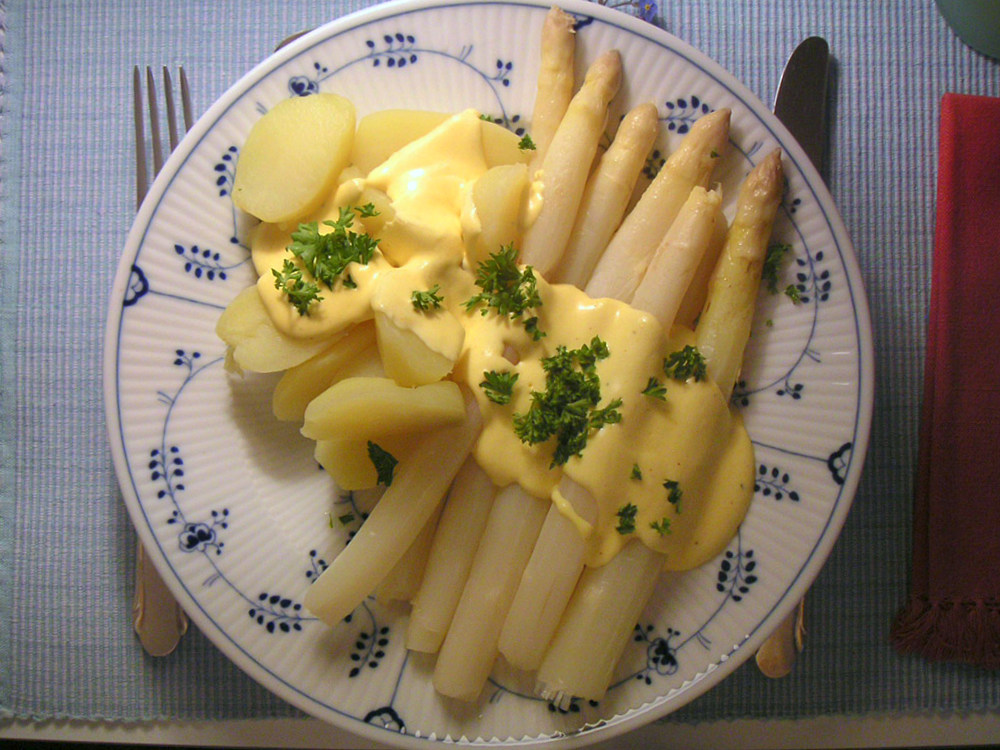
Sauce hollandaise.
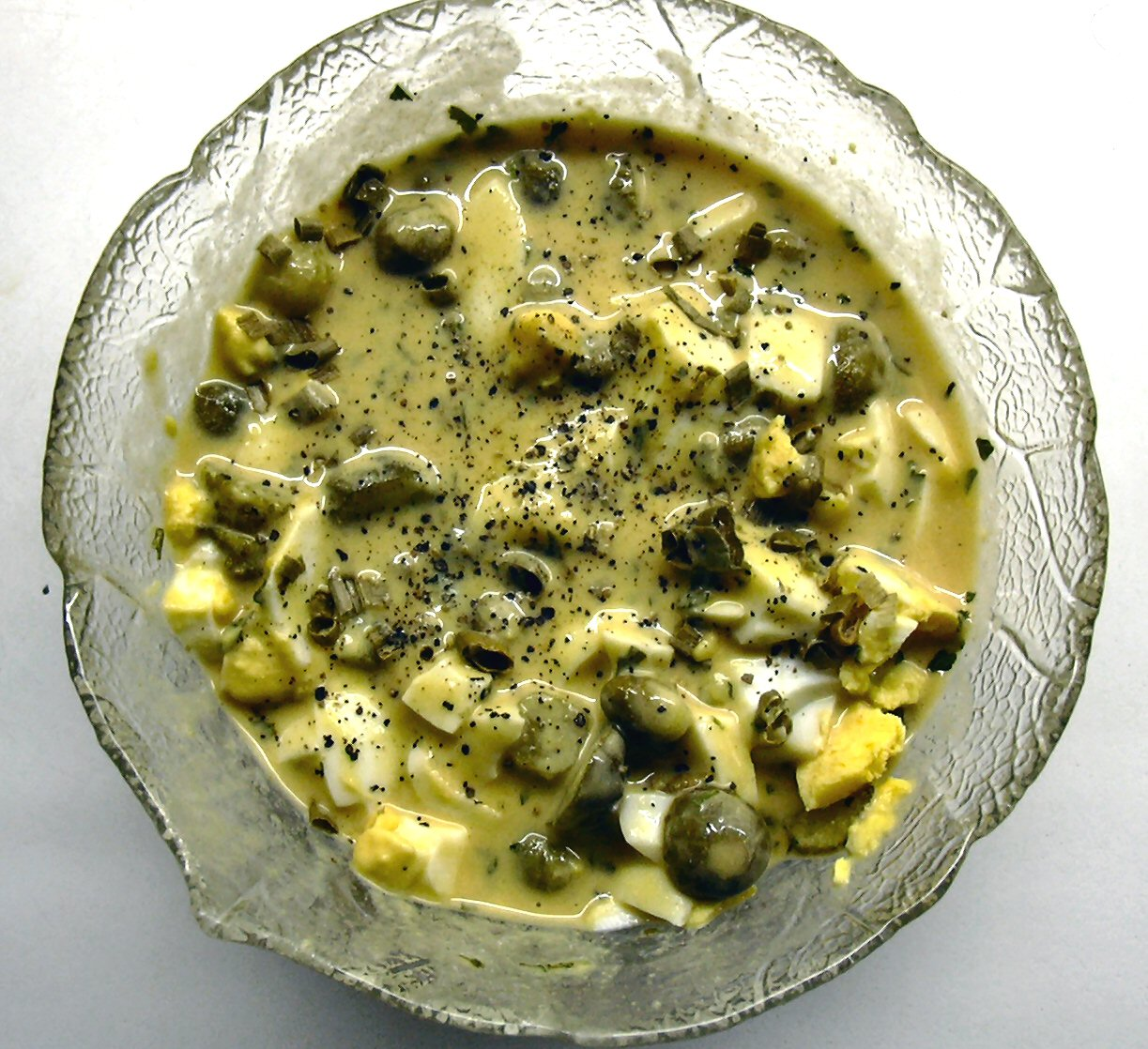
Sauce gribiche.
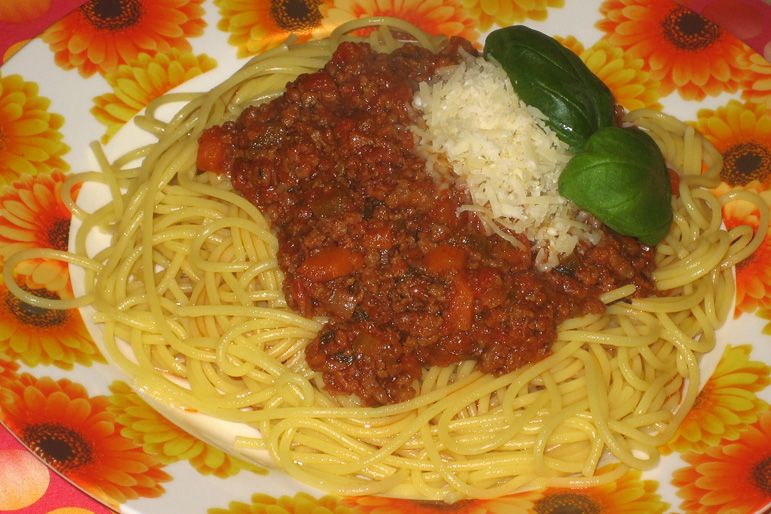
Sauce bolognaise.
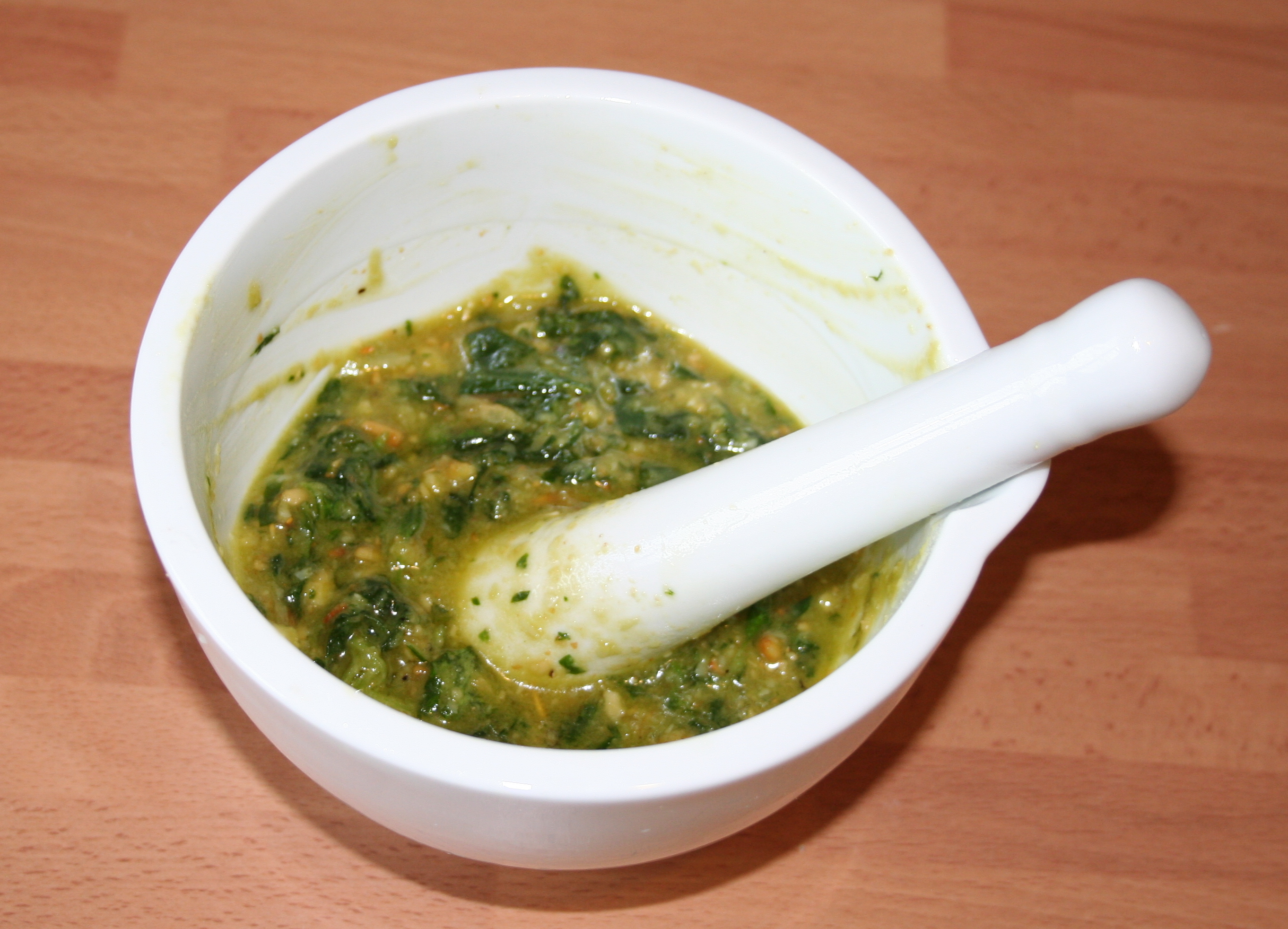
Pesto.

### Radiographie
- Caroline Broué, « La sauce à toutes les sauces », sur franceculture.fr, France Culture, 30 mai 2021 (consulté le 22 novembre 2021).